# Souleymane Oularé
Souleymane Oularé (Conakri, Guinea, 16 de octubre de 1972) es un exfutbolista de Guinea que jugaba en la posición de delantero. Es el padre del también futbolista Obbi Oularé.

## Clubes
| Club               | País       | Año       |
| ------------------ | ---------- | --------- |
| Horoya AC          | Guinea     | 1989      |
| KFC Eeklo          | Bélgica    | 1990–1991 |
| K Sint-Niklase SKE | Bélgica    | 1991–1992 |
| KSK Beveren        | Bélgica    | 1992–1994 |
| KSV Waregem        | Bélgica    | 1994–1996 |
| KRC Genk           | Bélgica    | 1996–1999 |
| Fenerbahçe SK      | Turquía    | 1999–2000 |
| U. D. Las Palmas   | España     | 2000–2001 |
| Stoke City FC      | Inglaterra | 2001–2003 |
| Heusden-Zolder     | Bélgica    | 2004      |
| CS Visé            | Bélgica    | 2004–2006 |

## Selección nacional
Jugó para Guinea en 13 ocasiones de 1992 a 2004 y anotó siete goles; participó en dos ediciones de la Copa Africana de Naciones.

## Logros

### Club
- Belgian First Division: 1998–99
- Belgian Cup: 1997–98[4]

### Individual
- Mejor futbolista africano de Bélgica en 1999.
- Futbolista del Año de Bélgica en 1998/99.